# Льонинген
Льонинген (на немски: Löhningen) е комуна в кантон Шафхаузен в Швейцария с 1368 жители (към 31 декември 2013).
Льонинген е споменат в документ още през 779 г.